# Mimudea bostralis
Mimudea bostralis là một loài bướm đêm trong họ Crambidae.